# Die Laune des Verliebten
Die Laune des Verliebten (El estado de ánimo del enamorado) fue el primer intento de ópera de Richard Wagner. Escrito alrededor de 1830, cuando Wagner tenía 17 años, el libreto se basó en una obra del mismo nombre de Johann Wolfgang Goethe. Wagner escribió una escena para tres voces femeninas y un aria de tenor antes de abandonar el proyecto. No hay historial de interpretaciones de esos fragmentos, y ni el texto ni la música nos han llegado.

## Recursos
- «(Wilhelm) Richard Wagner». Grove Music Online. Archivado desde el original el 1 de junio de 2013. Consultado el 25 de marzo de 2009.

- Datos: Q41738484